# Peroj
Peroj är en ort i Kroatien.   Den ligger i länet Istrien, i den västra delen av landet, 200 km sydväst om huvudstaden Zagreb. Peroj ligger 28 meter över havet och antalet invånare är 832.
Terrängen runt Peroj är lite kuperad. Havet är nära Peroj åt sydväst. Runt Peroj är det ganska tätbefolkat, med 90 invånare per kvadratkilometer. Närmaste större samhälle är Pula, 10,1 km söder om Peroj. Omgivningarna runt Peroj är en mosaik av jordbruksmark och naturlig växtlighet.